# داراختر یقه‌ارغوانی

داراختر یقه‌ارغوانی (نام علمی: Myrtis fanny) گونه‌ای از مرغ‌های مگس در تبار عسل‌نوش‌تباران (Mellisugini) از زیرتیرهٔ مگس‌مرغیان (Trochilinae)، «مرغ‌های مگس زنبوری» است که در اکوادور و پرو یافت می‌شود.